# ACE-EV Group
ACE-EV Group – australijski producent elektrycznych samochodów osobowych i dostawczych z siedzibą w Maryborough, działający od 2018 roku.

## Historia
Startup ACE-EV Group został założony w 2017 roku przez australijskiego inżyniera Gregory’ego McGarvie i chińskiego przedsiębiorcę Willa Qianga, za siedzibę obierając małe miasteczko Maryborough w stanie Queensland na północnym wschodzie kraju. 
Za cel obrano rozwój rodzimej produkcji samochodów elektrycznych w postaci niewielkich, miejskich samochodów dostawczych skierowanych do m.in. drobnych przedsiębiorców. Nazwa przedsiębiorstwa jest akronimem od wyrazów Australian Clean Energy Electric Vehicle, w logo zawierając jeden z nieformalnych symboli Australii, kangura.
W sierpniu 2019 roku ACE-EV przedstawiło pełną gamę samochodów elektrycznych składających się z małego furgona Cargo i pickupa Yewt, a także niewielkiego 3-drzwiowego hatchbacka Urban. Sprzedaż pojazdów na rynku australijskim na docelowo rozpocząć się w 2021 roku. 

### Kontrowersje
W sierpniu 2020 roku prezes ACE-EV Gregory McGarvie stwierdził, że wszystkie samochody przedsiębiorstwa spełniają standardy bezpieczeństwa wyznaczone w Australii przez instytut ANCAP. Wywołało to sprzeciw prezesa instytutu, który stwierdził, że pojazdy ACE-EV nie zostały jeszcze przetestowane, nazywając twierdzenia McGarvie'ego niepoprawnymi.

## Modele samochodów

### Osobowe
- Urban

### Dostawcze
- Yewt
- Cargo